# Portland (New York)
Pour les articles homonymes, voir Portland.
Portland est une ville située dans le comté de Chautauqua, dans l' État de New York, aux États-Unis,. En 2010, elle comptait une population de 4 827 habitants, estimée au 1er juillet 2016 à 4 665 habitants.

## Démographie
Lors du recensement de 2010, la ville comptait une population de 4 827 habitants. Elle est estimée, en 2016, à 4 665 habitants.